# Rolandas Paulauskas
Rolandas Paulauskas (* 6. August 1954  in Kretinga) ist ein litauischer Politiker und Journalist.

## Leben
Von 1958 bis 1962 lebte er in Inta (Russland). Von 1962 bis 1964 lernte er in der Grundschule Kretinga. Nach dem Abitur von 1964 bis 1972 an der 5. Mittelschule Kaunas studierte er von 1972 bis 1974 im Diplomstudium am Kauno politechnikos institutas, von 1988 bis 1990 an der Kaunas-Fakultät der Vilniaus universitetas (VU) und von 1990 bis 1996 Rechtswissenschaft an der VU.
Von 1990 bis 1992 war er Mitglied im Seimas, von 1993 bis 1996  Programmdirektor bei Lietuvos televizija (LRT).